# オリンピックホール
オリンピックホール（朝: 올림픽홀）は韓国ソウル市のオリンピック公園内にあるホール。
1988年ソウルオリンピックではテニス会場だったものを2003年に建設された。2011年に文化体育観光部により改修され、現在に至る。最大4000名収容。